# (100185) 1994 AC13
(100185) 1994 AC13 es un asteroide perteneciente al cinturón de asteroides, descubierto el 11 de enero de 1994 por el equipo del Spacewatch desde el Observatorio Nacional de Kitt Peak, Arizona, Estados Unidos.